# آبشار اپوپا

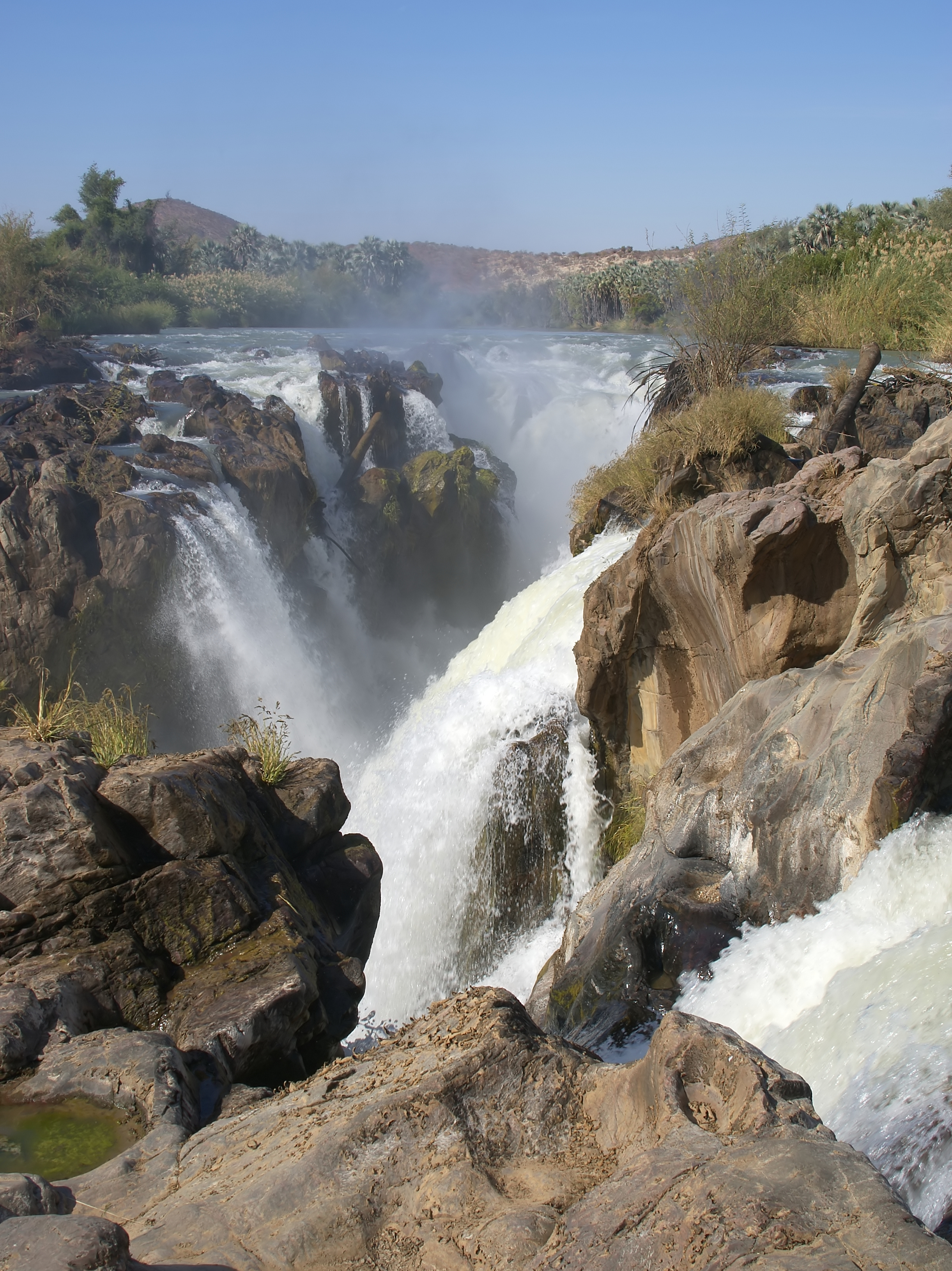
آبشار اپوپا

آبشار اپوپا (همچنین به عنوان آبشار مونته‌نگرو در آنگولا شناخته می‌شود) مجموعه ای از آبشارهای بزرگ است که توسط رودخانه کونن در مرز آنگولا و نامیبیا در منطقه کائوکلند در منطقه کوننه ایجاد شده‌است. این رودخانه حدود ۰٫۵ کیلومتر (۱٬۶۰۰ فوت) در این منطقه گسترده‌است و در یک رشته آبشار به طول ۱٫۵ کیلومتر (۰٫۹۳ مایل) می‌ریزد. که بزرگترین آن قطری ۳۷ متر (۱۲۱ فوت) در ارتفاع دارد. سکونتگاه نزدیک به آبشار نیز اپوپا نامیده می‌شود.